# Ducado de Parma

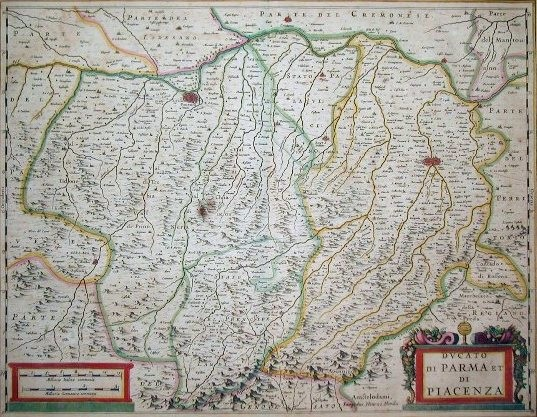
Mapa del Ducado de Parma y Plasencia 1639.

El ducado de Parma y Plasencia fue un antiguo estado italiano existente entre 1545 y 1860, a excepción de un corto periodo (1802-1814) en el que pasó a formar parte de Francia. Su historia está ligada a la del vecino ducado de Plasencia, con el que mantuvo un gobierno común, aunque no siempre.

## Historia

### Orígenes: gobierno de la casa de Farnesio
Las ciudades de Parma y Plasencia, que en 1515 habían sido ocupadas por los franceses junto con el ducado de Milán en el transcurso de las guerras italianas, fueron recuperadas en 1521 para los Estados Pontificios por las tropas del papa León X. En 1545 el papa Paulo III invistió como Duque de ambas ciudades a su hijo Pedro Luis Farnesio, a cambio de los ducados de Nepi y Camerino además de la ciudad de Frascati, que pasaron a la iglesia.
Dos años más tarde, en septiembre de 1547, Pedro Luis fue víctima de una conjura de los nobles de Plasencia, que descontentos con su gobierno le asesinaron. Su hijo Octavio le sucedió en el gobierno de Parma, pues el gobernador de Milán Ferrante Gonzaga había ocupado Plasencia en nombre de Carlos I de España; Plasencia sería restituida por Felipe II de España en 1556. Ambos ducados quedaron en poder de la casa de Farnesio hasta 1731, cuando el duque Antonio Farnesio murió sin descendencia.

### Parma y Plasencia pasan a España
A la muerte del duque Antonio, Felipe V de España, casado con Isabel Farnesio, hizo valer los derechos que su esposa tenía sobre los ducados según los acuerdos firmados en el tratado de Viena de 1725 y en el Tratado de Sevilla (1729), y reclamó ambos para la casa de Borbón, poniendo en el gobierno a su hijo Carlos. Este rigió en Parma y Plasencia hasta el final de la guerra de sucesión de Polonia, cuando según lo establecido en el tratado de Viena de 1738 entregó ambos ducados a la casa de Habsburgo a cambio del Reino de Nápoles y de Sicilia.

### Gobierno de los Habsburgo
Permanecería bajo el gobierno del emperador Carlos VI del Sacro Imperio Romano Germánico y posteriormente de su hija María Teresa I de Austria hasta 1748, cuando la paz de Aquisgrán con la que se puso fin a la guerra de sucesión austríaca estableció que Parma, Plasencia y Guastalla fueran cedidos al infante español Felipe, hijo de Felipe V e Isabel Farnesio. A este sucedió su hijo Fernando, que en 1768 tuvo que hacer frente a las reclamaciones que sobre sus estados mantenía el papa Clemente XIII.

### Los estados de Parma pasan a Francia
En 1801, Carlos IV de España y Napoleón Bonaparte, que estaban aliados en las guerras napoleónicas mediante el tratado de San Ildefonso de 1796, firmaron el tratado de Aranjuez, por el cual España entregaría a Francia los ducados de Parma y Plasencia y Guastalla y el territorio de Luisiana a cambio del Gran Ducado de Toscana, que con el nombre de reino de Etruria debería pasar al infante Luis Francisco. El acuerdo no fue del agrado del duque Fernando, que se negó a aceptarlo y siguió ocupando Parma hasta su muerte ocurrida en 1802. Ese mismo año Parma pasó a formar parte del Primer Imperio Francés, que en 1808 formó el departamento francés de Taro. Jean Jacques Régis de Cambacérès fue nombrado duque de Parma, Charles-François Lebrun lo fue de Plasencia y Paulina Bonaparte de Guastalla, aunque ninguno de ellos llegó a ejercer el poder real en sus respectivos ducados, por ser sus títulos meramente honoríficos.

### Periodo post-napoleónico
Tras la derrota y abdicación de Napoleón Bonaparte, el tratado de Fontainebleau de 1814 otorgó los tres ducados a su esposa María Luisa de Austria. Las condiciones de la cesión incluían el derecho de su hijo Napoleón II a la sucesión en el ducado, pero según lo establecido en el Congreso de Viena del año siguiente y el tratado de París de 1817, este derecho quedaba anulado, y tras la muerte de María Luisa el ducado debería revertir a la casa de Borbón. Mientras se producía el fallecimiento los Borbón-Parma recibirían en compensación el Ducado de Lucca.

### Reversión a la casa de Borbón-Parma
Así ocurrió en efecto, y después de la muerte de María Luisa de Austria, el 17 de diciembre de 1847, Carlos Luis, de la Casa de Borbón-Parma, ocupó nuevamente el ducado. Tras su accesión, el ducado de Parma no quedó igual que durante el reinado de María Luisa, pues de acuerdo con el tratado de Florencia de 1844 el Ducado de Guastalla fue unido al Ducado de Módena y Reggio, a cambio de compensaciones territoriales en Lunigiana abonadas por el Gran Ducado de Toscana.
Las revoluciones de 1848 desembocaron en la unificación de Italia, y el 18 de marzo de 1860 los ducados de Parma y Plasencia fueron anexionados al Reino de Cerdeña.